# Pitohui kirhocephalus
El pitohuí variable norteño (Pitohui kirhocephalus) es una especie de ave paseriforme de la familia Oriolidae endémica del norte de Nueva Guinea y la vecina Yapen. Es una de las pocas especies de aves tóxicas que se conocen.

## Taxonomía
Anteriormente se consideraba conespecífico del pitohuí variable sureño (Pitohui uropygialis), hasta que en 2013 se escindió en especies separadas.
Se reconocen nueve subespecie:
- P. k. kirhocephalus - (Lesson y Garnot, 1827): se encuentra en el este de la península de Doberai (noroeste de Nueva Guinea);
- P. k. dohertyi - Rothschild y Hartert, 1903: se encuentra en la zona de Wandammen (noroeste de Nueva Guinea);
- P. k. rubiensis - (Meyer, AB, 1884): se encuentra desde la bahía Cenderawasih hasta la bahía Triton, la región de la bahía Etna del suroeste de Nueva Guinea y la isla Adi;
- P. k. brunneivertex - Rothschild, 1931: se localiza en la costa este de la bahía Cenderawasih (noroeste de Nueva Guinea);
- P. k. decipiens - (Salvadori, 1878): se restringe a la península Onin (suroeste de Nueva Guinea);
- P. k. jobiensis - (Meyer, AB, 1874): se encuentra en las islas Kurudu y Yapen;
- P. k. meyeri - Rothschild y Hartert, 1903: se encuentra en la costa de Mamberamo (norte de Nueva Guinea);
- P. k. senex - Stresemann, 1922: se localiza en la zona alta de la región de Sepik (norte de Nueva);
- P. k. brunneicaudus - (Meyer, AB, 1891): se extiende desde las zonas bajas de la región de Sepik hasta la bahía Astrolabe (norte de Nueva Guinea).